# Notacja X.500
Notacja X.500 – notacja wprowadzona przez standard X.500 i stosowana powszechnie w LDAP oraz X.509.
Notacja X.500 służy do zapisywania nazw wyróżniających (DN – Distinguished Name, czasem Distinguished Identifier) obiektów, na przykład osób fizycznych, serwerów czy usług sieciowych. W notacji X.500 nazwa własna obiektu jest rozbita na składniki podstawowe, nazywane atrybutami (X.500 attribute). 
Zalety notacji X.500:
- jednoznacznie identyfikuje obiekt (np. countryName=PL, Location=Kraków, Organisation=Urząd Miasta, commonName=Jan Kowalski),
- każdy atrybut jest jednoznacznie identyfikowany, co ułatwia przeszukiwanie i automatyczne przetwarzanie danych o obiektach (np. atrybut C=PL zawsze oznacza nazwę kraju),
- jest elastyczna – w zależności od potrzeb można uzupełniać DN o nowe atrybuty odzwierciedlające potrzeby występujące w danym zastosowaniu (np. serialNumber: PESEL w polskim bezpiecznym podpisie elektronicznym) oraz używać atrybutów o różnym poziomie szczegółowości (np. givenName=Jan,surname=Marek zamiast dwuznacznego commonName=Jan Marek)

Podstawowe rodzaje atrybutów wywodzące się ze standardu X.500 :
| Skrót  | Atrybut X.500          | OID                        |
| ------ | ---------------------- | -------------------------- |
| CN     | commonName             | 2.5.4.3                    |
| L      | localityName           | 2.5.4.7                    |
| ST     | stateOrProvinceName    | 2.5.4.8                    |
| O      | organizationName       | 2.5.4.10                   |
| OU     | organizationalUnitName | 2.5.4.11                   |
| C      | countryName            | 2.5.4.6                    |
| STREET | streetAddress          | 2.5.4.9                    |
| DC     | domainComponent        | 0.9.2342.19200300.100.1.25 |
| UID    | userId                 | 0.9.2342.19200300.100.1.1  |

Poza wyżej wymienionymi atrybutami standardowymi stosowanych jest bardzo wiele innych atrybutów, wprowadzonych przez standardy dla poszczególnych usług i protokołów. Obszerny katalog atrybutów zawiera standard X.520, powielony częściowo w RFC 4519 .